# رودولف گراملیش
رودولف گراملیش (به آلمانی: Rudolf Gramlich) بازیکن فوتبال و هافبک اهل آلمان است که از سال ۱۹۳۱ میلادی عضو تیم ملی فوتبال آلمان بوده‌است. وی در ۲۲ بازی ملی حضور داشته است و آخرین بازی ملی خود را در سال ۱۹۳۶ میلادی انجام داد. رودولف گراملیش در بازی‌های ملی‌اش گلی به ثمر نرساند.